# Jaguarão (rijeka)
Jaguarão ili Yaguarón (portugalski Rio Jaguarão, španjolski Río Yaguarón) je rijeka u Brazilu i Urugvaju. Izvire na granici Urugvaja s brazilskom saveznom državom Rio Grande do Sul na samom jugu Brazila. Rijeka prolazi kroz planinski lanac Serras de Sudeste i ulijeva se u Atlantski ocean kod lagune Mirim.
Ukupni tok rijeke iznosi 270 km, a površine porječja iznosi 3.000 četvornih kilometara. Preko rijeke je izgrađen most na granici između Urugvaja i Brazila, a građen je od 1927. do 1930. godine. Nazvan je prema Irineu Evangelisti de Sousi, barunu, poduzetniku i bankaru, koji je uvelike pridonio razvijanju prijateljstava i gospodarske suradnje između dviju susjednih zemalja.